# Đurići (Republika Serbska)
Đurići (cyr. Ђурићи) – wieś w Bośni i Hercegowinie, w Republice Serbskiej, w gminie Šekovići. W 2013 roku liczyła 45 mieszkańców.